# 腹肋

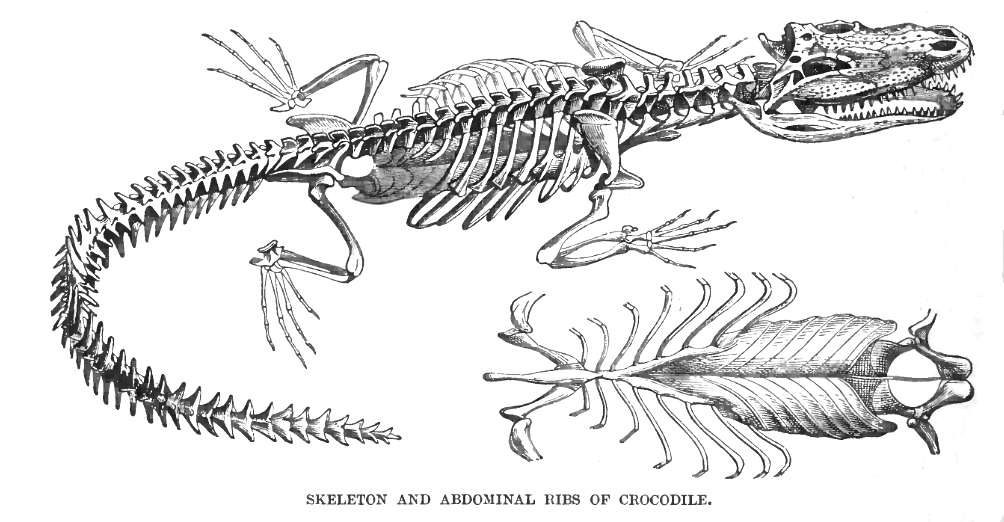
ワニの全身骨格と腹肋

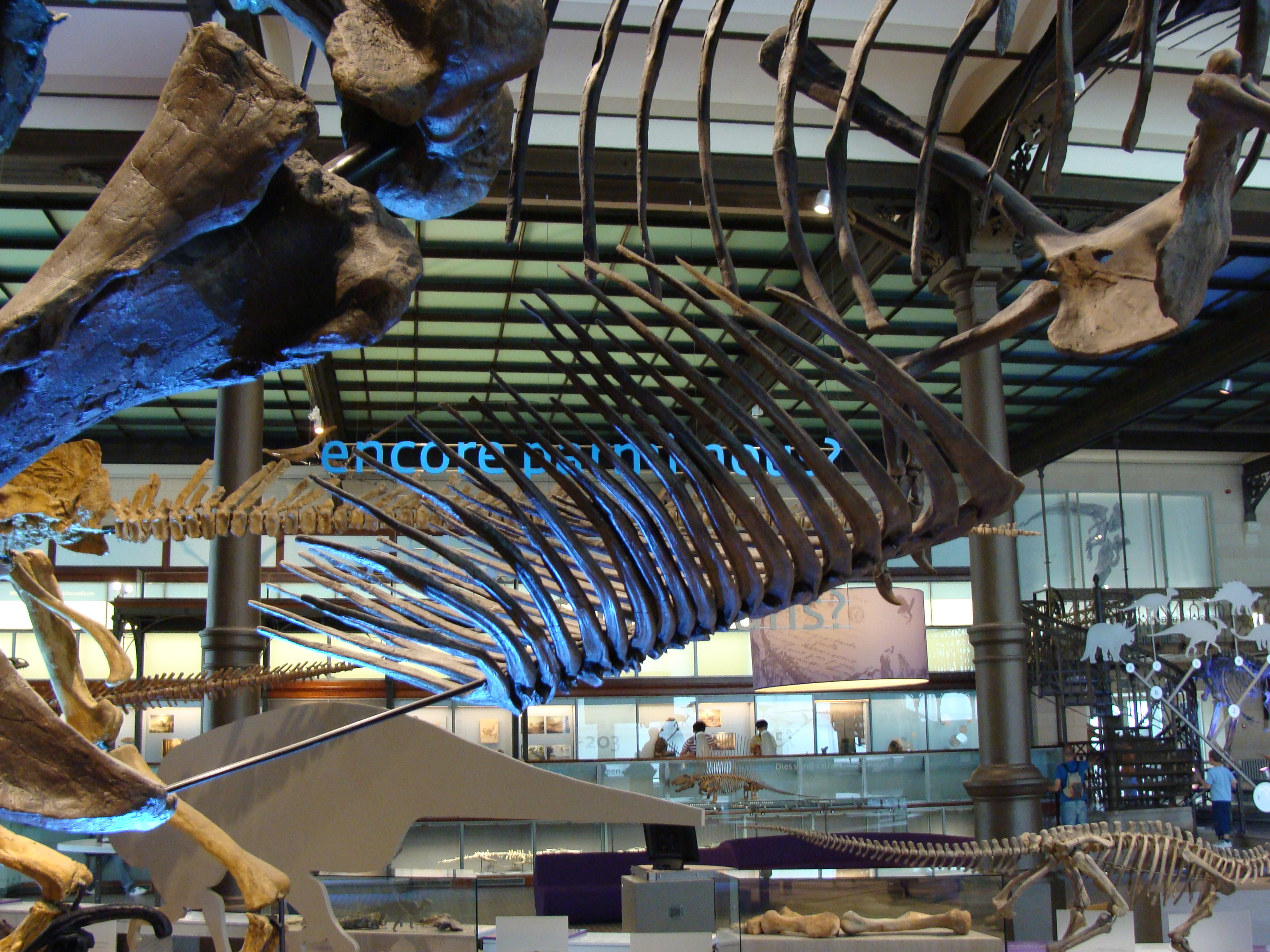
ティラノサウルスの腹肋

腹肋（ふくろく）または腹肋骨（ふくろっこつ）は、双弓類の基本的な骨格形態の一つ。現生のワニ目およびムカシトカゲ目、および絶滅した非鳥類型竜盤類などに見られ、カメの腹部にも存在する可能性がある。腹肋は腹壁において膜性骨として存在し、筋肉により接続される。腹部の支持や保護のほか、腹部と胸部を拡張して呼吸効率の向上に寄与したと見られている。

## 発生学
爬虫類の腹肋は祖先が有していた真皮性外骨格の名残であると考えられている膜性骨である。このため、脊椎と同様に軟骨の骨化により形成される肋骨とは起源が異なる。

## 形態と機能
腹肋の起源は四肢動物の出現以前に遡ることのできる可能性がある。腹肋はアカントステガや迷歯類などの動物にみられる腹側の鱗に由来すると推測されているほか、カメの甲羅の腹側要素にも関連する可能性が考えられている。相同でない軟骨要素であるが、同様の構造はトカゲやカエルの腹側にも見られる。これらの構造はヒトの腹筋を形成する腱(inscriptiones tendinae)との関連性が指摘されたことからinscriptional ribsと呼称されている。両構造は共にabdominal ribsという同一の構造とされていたが、Claessens (2004)によるとこれらの構造は骨化しているか否かという差異があり、区別すべきとされている。
腹肋は獣脚類・竜脚形類・翼竜・首長竜・コリストデラ類・原始的な盤竜類といった絶滅した動物にも見られる。恐竜において、腹肋は腹部を囲むような正中線に沿った一連の骨をなす。具体的には、1列につき外側と内側にそれぞれ2本ずつの骨が存在し、8〜21列が胸部と腹部の下部にかけて互いに関節しながらカゴ状に配列する。腹肋は基盤的な鳥盤類や竜脚形類にも存在することが知られているが、前者ではヘテロドントサウルス科にのみ確認されており、また後者では真竜脚類において失われている。ジュラ紀や白亜紀の化石鳥類の多くにも腹肋は認められているが、その後の鳥類では失われている。
獣脚類において、腹肋は体幹の形状や容積に影響し、一度の呼吸に際して交換される気体の稜を増大させたと推測されている。特に獣脚類の持っていた気嚢に作用し、頭側と尾側で圧力差を生じさせ、後の鳥類にも継承される一方向的な気流の発生に寄与していたと見られる。また、ティラノサウルスのスーの腹肋が発見されたことにより、ティラノサウルスの体幹が従来考えられていたよりも樽型であり、体重も重かったことが判明している。

## 病理学
アロサウルス・フラギリスの標本USNM 8367は複数の腹肋が保存されており、中央部付近で治癒した痕跡が認められている。これらの負傷の中には、完全には治癒しておらず偽関節が形成されているものもある。亜成体と思われる雄個体には、広範囲の病理学的痕跡が認められているものもある。亜成体の可能性もあるアロサウルス・ジムマドセニの標本MOR 693も、病変のある腹肋骨が保存されている。
ネオヴェナトルのホロタイプ標本には、第3および第4頸椎の神経棘が右に偏っている他に、偽関節を示す腹肋がある。Tugrugeen Shirehから産出した未成熟のドロマエオサウルス科標本（2001年時点で未記載）も、二股に分かれた腹肋が記載されている。
ゴルゴサウルス・リブラトゥスのホロタイプ標本NMC 2120は第13および第14腹肋骨に治癒痕がある。同種の他の標本TMP94.12.602は無数の病変が見られており、偽関節症を患った腹肋が認められている。未同定のティラノサウルス科標本TMP97.12.229も腹肋の骨折が治癒している。